# Trophée Baracchi
Pour les articles homonymes, voir Baracchi.
Le Trophée Baracchi est une ancienne course cycliste contre-la-montre disputée par équipe de deux coureurs en Italie.
De 1941 à 1946, la course était une épreuve en ligne réservée aux amateurs puis aux professionnels en 1947 et 1948, avant de devenir une course contre-la-montre.
La dernière édition disputée en 1991 se déroule à Bergame pour la Coupe du monde de cyclisme sur route. L'épreuve compte à la fois comme Grand Prix des Nations et Trophée Baracchi. C'est le Suisse Tony Rominger qui la remporte.

## Palmarès
| Année            | Vainqueur                                | Deuxième                                 | Troisième                                |                  |
| ---------------- | ---------------------------------------- | ---------------------------------------- | ---------------------------------------- | ---------------- |
| 1941             | Michele Motta                            | Mario Spinazzi                           | Giovanni Ronco                           |                  |
| 1942             | Gelsomino Locatelli                      | Egidio Marangoni                         | Michele Motta                            |                  |
| 1943 non disputé |                                          |                                          |                                          |                  |
| 1944             | Michele Motta                            | Aldo Baito                               | Carlo Moscardini                         |                  |
| 1945             | Michele Motta                            | Gelsomino Locatelli                      | Mario Fazio                              |                  |
| 1946             | Antonio Ausenda                          | Giovanni Mangili                         | Gino Carlotti                            |                  |
| 1947             | Sergio Maggini                           | Michele Motta                            | Luigi Malabrocca                         |                  |
| 1948             | Giorgio Cargioli                         | Egidio Marangoni                         | Serse Coppi                              |                  |
| 1949             | Fiorenzo Magni Adolfo Grosso             | Antonio Bevilacqua Guido De Santi        | Aldo Tosi Emilio Croci-Torti             |                  |
| 1950             | Fiorenzo Magni Antonio Bevilacqua        | Fausto Coppi Serse Coppi                 | Giorgio Albani Virgilio Salimbeni        |                  |
| 1951             | Fiorenzo Magni Giuseppe Minardi          | Gino Bartali Ferdi Kübler                | Loretto Petrucci Alfredo Martini         |                  |
| 1952             | Giancarlo Astrua Nino Defilippis         | Giuseppe Minardi Loretto Petrucci        | Fausto Coppi Michele Gismondi            |                  |
| 1953             | Fausto Coppi Riccardo Filippi            | Jacques Anquetil Antonin Rolland         | Giancarlo Astrua Nino Defilippis         |                  |
| 1954             | Fausto Coppi Riccardo Filippi            | Jacques Anquetil Louison Bobet           | Fiorenzo Magni Donato Piazza             |                  |
| 1955             | Fausto Coppi Riccardo Filippi            | Jacques Anquetil André Darrigade         | Jean Brankart Marcel Janssens            |                  |
| 1956             | Rolf Graf André Darrigade                | Fausto Coppi Riccardo Filippi            | Giorgio Albani Donato Piazza             |                  |
| 1957             | Fausto Coppi Ercole Baldini              | Rolf Graf Alcide Vaucher                 | Aldo Moser Oreste Magni                  |                  |
| 1958             | Ercole Baldini Aldo Moser                | Jacques Anquetil André Darrigade         | Roger Rivière Gérard Saint               |                  |
| 1959             | Ercole Baldini Aldo Moser                | Michele Gismondi Diego Ronchini          | Jacques Anquetil André Darrigade         |                  |
| 1960             | Diego Ronchini Romeo Venturelli          | Ercole Baldini Aldo Moser                | Camille Le Menn Claude Valdois           |                  |
| 1961             | Ercole Baldini Joseph Velly              | Giacomo Fornoni Battista Babini          | Bas Maliepaard Jean-Claude Lebaube       |                  |
| 1962             | Rudi Altig Jacques Anquetil              | Ercole Baldini Arnaldo Pambianco         | Aldo Moser Giuseppe Fezzardi             |                  |
| 1963             | Joseph Velly Joseph Novales              | Jacques Anquetil Raymond Poulidor        | Ferdinand Bracke Walter Boucquet         |                  |
| 1964             | Gianni Motta Giacomo Fornoni             | Ercole Baldini Vittorio Adorni           | Rudi Altig Tom Simpson                   |                  |
| 1965             | Jacques Anquetil Jean Stablinski         | Michele Dancelli Pietro Scandelli        | Giuseppe Fezzardi Tommaso De Pra         |                  |
| 1966             | Eddy Merckx Ferdinand Bracke             | Raymond Poulidor Georges Chappe          | Gerben Karstens Bart Zoet                |                  |
| 1967             | Eddy Merckx Ferdinand Bracke             | Jacques Anquetil Bernard Guyot           | Peter Post Jo de Roo                     |                  |
| 1968             | Jacques Anquetil Felice Gimondi          | Ole Ritter Herman Vanspringel            | Luis Ocaña Jesús Aranzabal               |                  |
| 1969             | Herman Vanspringel Joaquim Agostinho     | Ole Ritter Gianni Motta                  | Eddy Merckx Davide Boifava               |                  |
| 1970             | Gösta Pettersson Tomas Pettersson        | Ole Ritter Leif Mortensen                | Herman Vanspringel Willy In 't Ven       |                  |
| 1971             | Luis Ocaña Leif Mortensen                | Gösta Pettersson Tomas Pettersson        | Roger Pingeon Bernard Thévenet           |                  |
| 1972             | Eddy Merckx Roger Swerts                 | Felice Gimondi Davide Boifava            | Gösta Pettersson Tomas Pettersson        |                  |
| 1973             | Felice Gimondi Martín Emilio Rodríguez   | Davide Boifava Gösta Pettersson          | Phil Bayton Dave Lloyd                   |                  |
| 1974             | Francesco Moser Roy Schuiten             | Martín Emilio Rodríguez Gösta Pettersson | Eddy Merckx Roger De Vlaeminck           |                  |
| 1975             | Francesco Moser Gianbattista Baronchelli | Freddy Maertens Michel Pollentier        | Gerrie Knetemann Hennie Kuiper           |                  |
| 1976             | Freddy Maertens Michel Pollentier        | Francesco Moser Roy Schuiten             | Davide Boifava Jørgen Marcussen          |                  |
| 1977             | Bernt Johansson Carmelo Barone           | Freddy Maertens Joop Zoetemelk           | Serge Parsani Osvaldo Bettoni            |                  |
| 1978             | Roy Schuiten Knut Knudsen                | Hennie Kuiper Joop Zoetemelk             | Gianbattista Baronchelli Bernt Johansson |                  |
| 1979             | Francesco Moser Giuseppe Saronni         | Alfons De Wolf Jan van Houwelingen       | Bert Oosterbosch Henk Lubberding         |                  |
| 1980             | Alfons De Wolf Jean-Luc Vandenbroucke    | Ludo Peeters Theo de Rooij               | Josef Fuchs Daniel Gisiger               |                  |
| 1981             | Daniel Gisiger Serge Demierre            | Francesco Moser Knut Knudsen             | Raniero Gradi Geir Digerud               |                  |
| 1982             | Daniel Gisiger Roberto Visentini         | Bert Oosterbosch Hennie Kuiper           | Stephen Roche Jacques Bossis             |                  |
| 1983             | Daniel Gisiger Silvano Contini           | Hennie Kuiper Adrie van der Poel         | Tommy Prim Alf Segersäll                 |                  |
| 1984             | Francesco Moser Bernard Hinault          | Tommy Prim Alf Segersäll                 | Daniel Gisiger Urs Freuler               |                  |
| 1985             | Francesco Moser Hans-Henrik Ørsted       | Daniele Caroli Michael Wilson            | Jean-François Bernard Benno Wiss         |                  |
| 1986             | Giuseppe Saronni Lech Piasecki           | Daniele Caroli Michael Wilson            | Jesper Skibby Rolf Sørensen              |                  |
| 1987             | Bruno Leali Massimo Ghirotto             | Giuseppe Saronni Lech Piasecki           | Rolf Gölz Czesław Lang                   |                  |
| 1988             | Czesław Lang Lech Piasecki               | Daniel Gisiger Werner Stutz              | Charly Mottet Thierry Marie              |                  |
| 1989             | Laurent Fignon Thierry Marie             | Maurizio Fondriest Allan Peiper          | Gianni Bugno Sean Kelly                  |                  |
| 1990             | Rolf Gölz Tom Cordes                     | Zenon Jaskuła Joachim Halupczok          | Sean Yates Dag Otto Lauritzen            |                  |
| 1991             | Tony Rominger                            | Erik Breukink                            | Thomas Wegmüller                         |                  |
| 2024             | annulé/abandonné                         | annulé/abandonné                         | annulé/abandonné                         | annulé/abandonné |
| 2025             |                                          |                                          |                                          |                  |